# Château de Stahlberg
Pour les articles homonymes, voir Stahlberg (homonymie).
Le château de Stahlberg est un château en ruines situé sur le territoire de la commune de Bacharach, dans le land de Rhénanie-Palatinat, en Allemagne.
Depuis 2002, il est classé au patrimoine mondial de l'Unesco dans l'ensemble de la vallée du Haut-Rhin moyen.

## Histoire
Le château a été probablement construit pour les archevêques de Cologne, afin de sécuriser ses terres alors en vigueur ici, peut-être un compteur château en château Stahleck, sur officié vers 1120 Gozwin de Stahleck d'huissier sur le terrain Rhin moyen de l'archidiocèse de Cologne, dont le fils Hermann von Stahleck, mais a été largement fait indépendamment un comte palatin. Déjà en 1243 le château était avec Furstenberg comme fief à l'Wittelsbach comtes palatins du Rhin. En dehors d'une phase de plus en gage 1317-1353 aux archevêques de Trèves sont restés à cela et a été administré sur une longue période du gag vicomte de Katzenelnbogen. Pendant la guerre de Trente Ans endommagé en 1631 par les troupes suédoises, ce était - comme presque tous les châteaux de la région - détruits a finalement en 1689 par l'armée française pendant la guerre de la Ligue d'Augsbourg.

## Source
- (de) Cet article est partiellement ou en totalité issu de l’article de Wikipédia en allemand intitulé « Burg Stahlberg » (voir la liste des auteurs).